# قصعين أنبوبي الأزهار
قصعين أنبوبي الأزهار (الاسم العلمي:Salvia tubiflora) هو نوع من النباتات يتبع جنس القصعين من الفصيلة الشفوية.